# 鈴木島吉
鈴木 島吉（すずき しまきち、1866年8月5日（慶応2年6月25日） - 1943年（昭和18年）11月24日）は、明治期の銀行家、日本興業銀行5代総裁。

## 経歴
遠江国（現・静岡県）生まれ。1889年（明治22年）慶應義塾卒業。
横浜正金銀行の上海支店長、副総裁を経て、朝鮮銀行総裁。1927年（昭和2年）日本興業銀行総裁となる。